# Martin (Tennessee)
Martin é uma cidade localizada no estado norte-americano de Tennessee, no Condado de Weakley.

## Demografia
Segundo o censo norte-americano de 2000, a sua população era de 10.515 habitantes.
Em 2006, foi estimada uma população de 10.104, um decréscimo de 411 (-3.9%).

## Geografia
De acordo com o United States Census Bureau tem uma área de
32,2 km², dos quais 32,1 km² cobertos por terra e 0,1 km² cobertos por água. Martin localiza-se a aproximadamente 124 m acima do nível do mar.

## Localidades na vizinhança
O diagrama seguinte representa as localidades num raio de 20 km ao redor de Martin.